# Adidas Predator

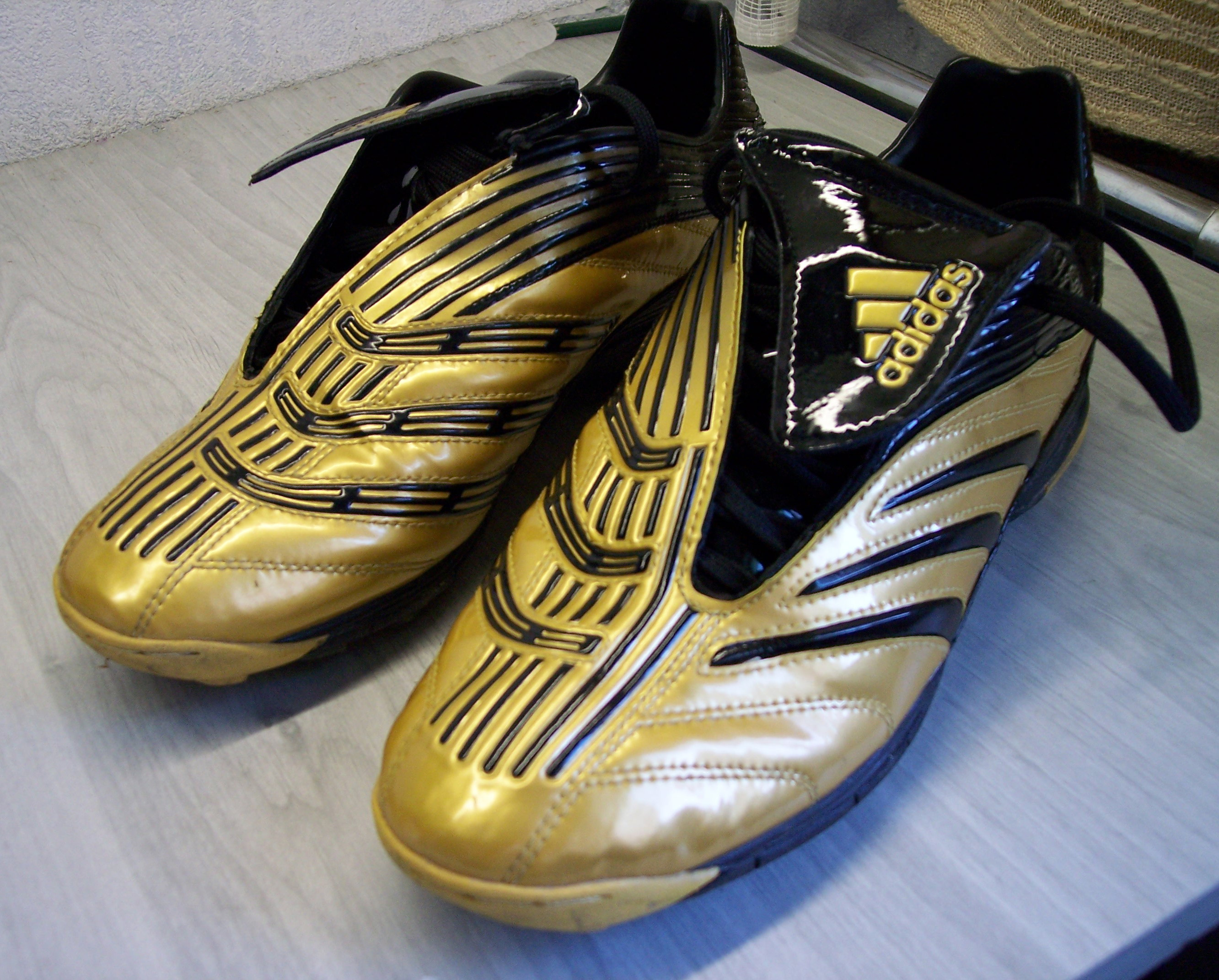
Adidas Predator Absolute Futsal(Versão 2006)

Adidas Predator é uma gama de chuteiras desenvolvidas por fabricantes de roupas esportivas alemã Adidas com base em um conceito de protótipo do ex-jogador de futebol australiano Craig Johnston.A característica comum da gama Predator é a presença de manchas de borracha ou tiras na parte superior do sapato, projetado para aumentar o atrito entre a bota e a bola.
No final de 2010, a Adidas projetou a nova tecnologia "Power-espinha", que alegam melhorar o poder de tiro, reduzindo a quantidade do pé se dobra para trás como ele chuta a bola. 
Em 2014 inventor húngaro László Oroszi ganhou um processo judicial contra a Adidas em relação à gama Predator Precision forçando Adidas para pagar royalties sobre essa faixa da bota.

## O Conceito
Futebolista [[Craig Johnston]] retirou do jogo em 1988, para voltar a sua Austrália natal para ajudar a cuidar de sua irmã gravemente ferido.Apesar de treinar um grupo de estudantes na Austrália, ele se deparou com a ideia de usar borracha em vez de couro para construir cadeias no topo de uma bota de futebol para, teoricamente, o controlo dos auxílios de bola. Johnston gastou muito tempo e dinheiro desenvolvendo protótipos e experiências com projetos. Esses projetos foram rejeitados por vários fabricantes de calçados esportivos, incluindo Adidas. Ele então convenceu futebolistas alemães Franz Beckenbauer, Karl-Heinz Rummenigge e Paul Breitner ser filmados ao mesmo tempo usando suas chuteiras protótipos em condições de neve. Isso foi o suficiente para convencer Adidas para assumir o projeto de Johnston, comprando os direitos de Johnston receber uma quota de 2% de todas as vendas.

## Modelos
1. Predator (1994)
2. Rapier (1995)
3. Touch (1996)
4. Accelerator (1998)
5. Precision (2000)
6. Mania (2002)
7. Pulse (2004)

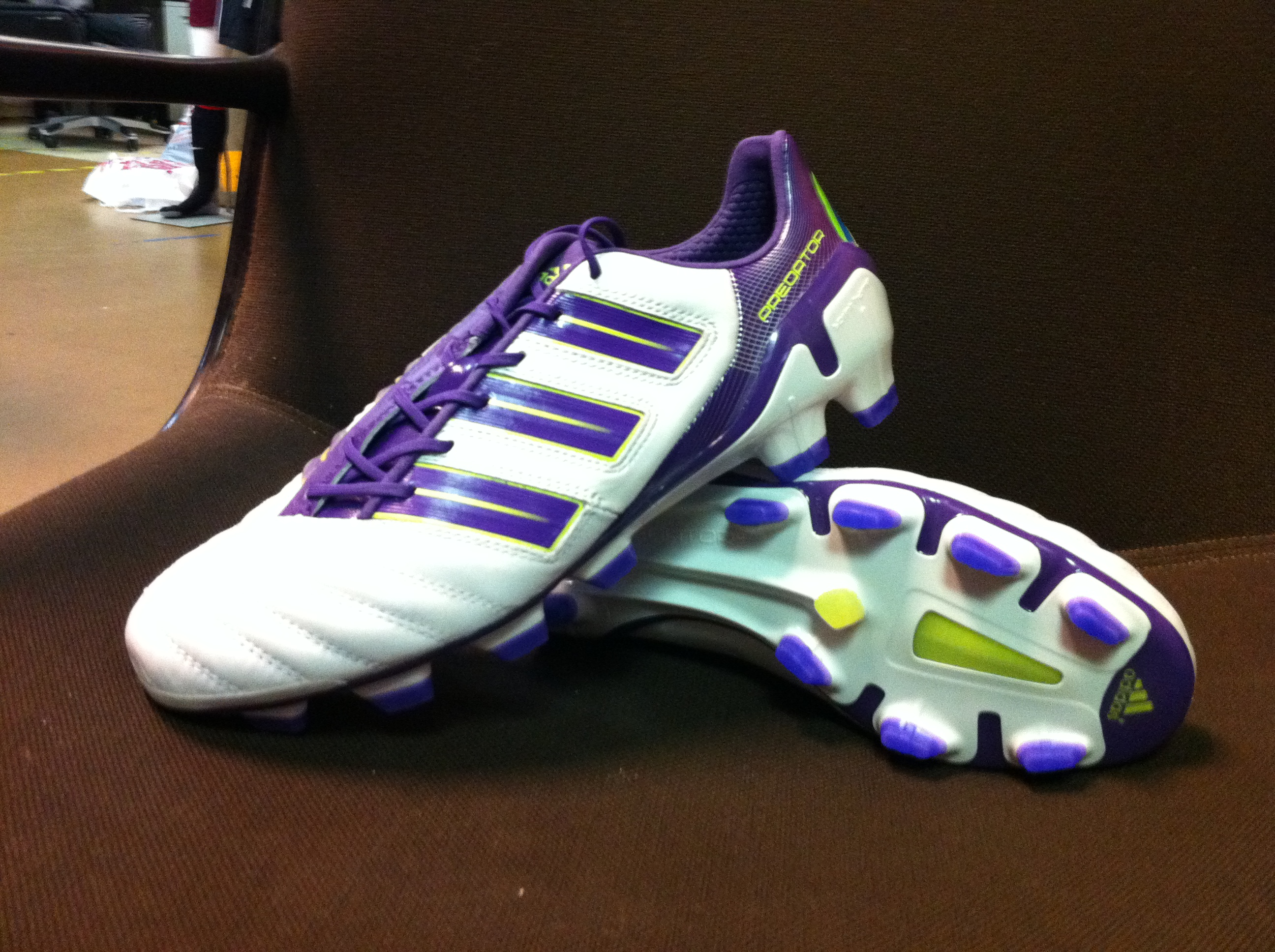
Predator AdiPower(2011)

8. Absolute (2006) [Rugby Version Released 2007]
9. PowerSwerve (2007) [Rugby Version Released 2008]
10. Predator X (2009) [Rugby Versions - Predator RX (2009)]
11. AdiPower Predator (2011) Predator Kinetic SL (Elite Version)
12. Predator LZ (2012) [Rugby Versions - Predator Incurza (2012)]

13.  Predator LZ 2 (2013) [Rugby Version - Predator Incurza 2 (2013)]

## AdiPower Predator
Lançado em maio de 2011, a Adidas Predator adipower viu uma mudança de foco para a faixa de Predator com o lançamento do novo adipower. A tecnologia POWERSPINE foi mantido, proporcionando maior poder de tiro, minimizando a perda de energia. O elemento Predator sobre o peito do pé da bota foi dividido em duas zonas de desempenho. A zona de alimentação incorpora barbatanas em 3D para o poder, enquanto o elemento silício borracha Predator fornece desviar e controle de bola. O adipower Predator agora apresenta a sola Quadro Sprint, originalmente criada para o F50, tornando-se 25% mais leve que o meia-atacante brasileiro do Predator X. Real Madrid Ricardo Kaká e o Português do Manchester United Luis Nani usava o adipower Predator e ambos tiveram um bom sucesso usando as chuteiras.
O Adipower - como outras chuteiras Adidas lançado em 2011, enfrentou um aumento no preço, com o conjunto PRR como £ 155(R$580) no Reino Unido e US $ 200(R$441) nos Estados Unidos.Eles pesam 221g.

## Predator LZ
Lançado em maio de 2013
lançamento, mas já foi testado por profissionais nas versões opacas,os próximos Predators será chamado o LZ devido às cinco zonas letais nas botas Anteriormente conhecido como o D5 devido ao mesmo cinco zonas sendo chamado mortal, adidas mudou o nome na acumulação para a sua libertação. Em uma mudança para os Predators eles vão ter um couro sintético e estas serão as primeiras botas Predator com capacidade miCoach O Predator LZ possui esse mesmo Sprintframe e configuração do parafuso prisioneiro que é encontrada em várias outras faixas como a adiPure e adiZero F50. A primeira zona é chamado de "primeiro contato". É na parte da frente da bota. Ela supostamente dá ao usuário um bom momento. A segunda zona é chamado de "drible". Ele está localizado no lado da bota e, supostamente, dá um melhor toque. O terceiro é chamado de "unidade". Esta é a zona predador clássico na parte marcante do pé, usado por longos passes pelo campo e tiros mais poderosos. O quarto é chamado de "pass". Ela é composta de espuma extra com um pouco de material pegajoso na zona de passagem. O último é chamado de "sweet spot". É do lado do dedão do pé e é útil para dar a volta e lascar.
Em novembro de 2012, a Adidas lançou uma nova versão leve do Predator LZ, apropriadamente chamado de Predator LZ SL. ainda apresenta zonas letais, tecnologia miCoach, e a mesma base. É no material superior, onde eles são diferenciados. Em vez de usar o híbrido SL visto na LZ regular, Adidas empregar um SPRINTSKIN mais fino na extremidade traseira da LZ SL. Este arranque pesava 219g.
Em maio de 2013, a adidas lançou oficialmente a versão atualizada do LZ Predator nomeado o Predator LZ II e foi lançado por vários jogadores na Europa, incluindo do Napoli Pepe Reina, do Chelsea, Fernando Torres, Oscar, Petr Cech, do Arsenal, Aaron Ramsey, Mesut Ozil e Per Mertesacker, do Real Madrid, Ángel Di Maria e Xabi Alonso e do Manchester United Juan Mata lançado em um raio verde colourway o Predator de última geração dispõe de novas borracha zonas letais levantadas que agregam maior atrito entre o pé e a bola para o controle final , toque, passes e remates. Outras características incluem a parte superior HybridTouch que é concebido para um desempenho ideal em todas as condições meteorológicas e Traxion configuração 2.0 cravo e Sprintframe base.